# All Japan Women’s Ice Hockey Championship
Die Zen-Nihon Joshi Ice Hockey Senshuken Taikai (jap. 全日本女子アイスホッケー選手権大会, ~ Aisu Hokkkē ~, dt. „Gesamtjapanische Eishockeymeisterschaft der Frauen“, englisch All Japan Women’s Ice Hockey Championship) ist der nationale Eishockeypokalwettbewerb der Frauen in Japan.

## Sieger
| Jahr | Austragungsort | Sieger                          |
| ---- | -------------- | ------------------------------- |
| 1982 | Tokio          | Obihiro Taiyō Club              |
| 1983 | Hachinohe      | Obihiro Taiyō Club              |
| 1984 | Fukuoka        | Kokudo Keikaku Ice Hockey Club  |
| 1985 | Kushiro        | Tomakomai Peregrine             |
| 1986 | Nikkō          | Kokudo Keikaku Ice Hockey Club  |
| 1987 | Tomakomai      | Kokudo Keikaku Ice Hockey Club  |
| 1988 | Karuizawa      | Tomakomai Peregrine             |
| 1989 | Kōbe           | Kokudo Keikaku Ice Hockey Club  |
| 1990 | Obihiro        | Kokudo Keikaku Ice Hockey Club  |
| 1991 | Kōbe           | Tomakomai Peregrine             |
| 1992 | Sapporo        | Iwakura Peregrine               |
| 1993 | Hachinohe      | Kokudo Ladies (Ice Hockey Club) |
| 1994 | Karuizawa      | Iwakura Peregrine               |
| 1995 | Karuizawa      | Iwakura Peregrine               |
| 1996 | Sapporo        | Iwakura Peregrine               |
| 1997 | Tomakomai      | Iwakura Peregrine               |
| 1998 | Obihiro        | Iwakura Peregrine               |
| 1999 | Kushiro        | Iwakura Peregrine               |
| 2000 | Tomakomai      | Rokkatei Bears                  |
| 2001 | Obihiro        | Rokkatei Bears                  |
| 2002 | Aomori         | Iwakura Peregrine               |
| 2003 | Kushiro        | Iwakura Peregrine               |
| 2004 | Tomari         | Iwakura Peregrine               |
| 2005 | Obihiro        | Rokkatei Bears                  |
| 2006 | Tomakomai      | Rokkatei Bears                  |
| 2007 | Kushiro        | Rokkatei Bears                  |
| 2008 | Kushiro        | Seibu Princess Rabbits          |
| 2009 | Yokohama       | Seibu Princess Rabbits          |